# Juan VII de Mecklemburgo
Juan VII de Mecklemburgo (7 de marzo de 1558-22 de marzo de 1592) (a veces también llamado Juan V) fue un Duque de Mecklemburgo-Schwerin.
Juan era el hijo del Duque Juan Alberto I de Mecklemburgo-Güstrow y Schwerin (1525ñ1576), y su esposa la Duquesa Ana Sofía de Prusia (1527-1591). Tenía dieciocho años cuando su padre murió. Fue elegido un consejo de regencia que gobernó en su nombre durante los próximos nueve años.
La regencia le entregó el gobierno real de sus territorios en 1585. Inmediatamente tuvo que enfrentarse a problemas para los que no estaba bien equipado, incluyendo deudas masivas y las demandas de su tío Cristóbal de concesiones territoriales. Después de una discusión especialmente áspera con su tío, se suicidó.
Debido a que los fallecidos por suicidio no podían ser enterrados en tierra santificada, fue confeccionada una historia que alegaba que Juan había sido asesinado por el diablo como parte de un pacto con dos mujeres de Schwerin. Las mujeres en cuestión eran: Katharina Wankelmuth, quien murió por efectos de la tortura, y Magdalena Rukitz, quien fue quemada en la hoguera. Su condena como brujas despejó el camino del entierro de Juan en la Catedral de Schwerin.

## Matrimonio e hijos
El 17 de febrero de 1588 Juan contrajo matrimonio con Sofía (1 de junio de 1569-14 de noviembre de 1634), una hija del Duque Adolfo de Holstein-Gottorp y su esposa Cristina de Hesse. Tuvieron tres hijos:
- Adolfo Federico I (15 de diciembre de 1588-27 de febrero de 1658)
- Juan Alberto II (5 de mayo de 1590-23 de abril de 1636)
- Ana Sofía (19 de septiembre de 1591-11 de febrero de 1648)